# Blaž Jarc
Blaž Jarc (Novo Mesto, 17 juli 1988) is een Sloveens voormalig wielrenner. Zijn grootste overwinning is de GP Stad Zottegem in 2013. In 2014 maakte Jarc bekend te stoppen met koersen en zich te gaan richten op zijn boerderij.

## Belangrijkste overwinningen
2005
 Sloveens kampioen tijdrijden, Junioren
2006
1e, 3e en 5e etappe Vredeskoers, Junioren
2e etappe GP Rüebliland
Eindklassement Ronde van Istrië
2009
 Sloveens kampioen tijdrijden, Beloften
 Sloveens kampioen op de weg, Elite
2010
 Sloveens kampioen tijdrijden, Beloften
2011
Poreč Trophy
1e etappe Ronde van Gallipoli
2013
GP Stad Zottegem

## Resultaten in voornaamste wedstrijden
| Jaar | Gent-Wevelgem | Ronde van Vlaanderen | Parijs-Roubaix |
| ---- | ------------- | -------------------- | -------------- |
| 2012 |               | opgave               | 70e            |
| 2013 |               | opgave               | opgave         |
| 2014 | 90e           | opgave               | 63e            |

## Ploegen
- 2007 –  Adria Mobil
- 2008 –  Adria Mobil
- 2009 –  Adria Mobil
- 2010 –  Adria Mobil
- 2011 –  Adria Mobil (tot 31-07)
- 2011 –  Team NetApp (stagiair, vanaf 01-08)
- 2012 –  Team NetApp
- 2013 –  Team NetApp-Endura
- 2014 –  Team NetApp-Endura

Cujnik · Furdi · Jarc · Kišerlovski · Kump · Nose · Senekovic · Špilak · Svab · J. Zagar · T. Zagar · Zrimšek
Bole · Cujnik · Grlic · Jarc · Kišerlovski · Kump · Murn · Nose · Senekovic · Svab · Zagar · Zrimšek
Bole · Cujnik · Fajt · Gnezda · Jarc · Kump · Murn · Nose · Signego · Svab · Vrečer · Zagar · Zrimšek
Fajt · Gnezda · Gorenc · Hočevar · Jarc · Kump · Mahorič · Murn · Music · Nose · Palandri · Zagar
Fajt · Furdi · Gnezda · Gorenc · Haller · Hočevar · Jarc · Mahorič · Nose · Segina · Zagar
Bárta · 
Benedetti · 
Camaño · 
De la Cruz · 
Dempster · 
Downing · 
Eichler · 
Huzarski · 
Jarc ·   
Kluge ·   
König · 
Matzka · 
McEvoy ·
Mendes · 
Rowsell · 
Schillinger · 
Schorn · 
Schwarzmann · 
Thwaites · 
Voss · 
Wetterhall
Bárta · 
Benedetti · 
Bennett · 
Camaño · 
De la Cruz · 
Dempster · 
Huzarski · 
Jarc · 
König · 
Machado · 
Matzka · 
McEvoy · 
Mendes · 
Padour · 
Rowsell · 
Schillinger · 
Schorn · 
Schwarzmann · 
Thwaites · 
Voss  · 
Konrad (stagiair) · 
Krieger (stagiair) · 
Mühlberger (stagiair) 